# 勒哈格瓦苏伦·苏索尔巴拉木
勒哈格瓦苏伦·苏索尔巴拉木（2001年3月22日—），蒙古女子柔道运动员，2018年夏季青年奥运会女子52公斤级银牌得主、2022年亚洲运动会女子52公斤级和混合团体铜牌得主。